# Aeroportul Național El Tajín
Aeroportul Național El Tajín (IATA: PAZ, ICAO: MMPA) este un aeroport din Tihuatlán Municipality⁠(d), Statul Veracruz, Mexic ce deservește zona Poza Rica⁠(d). Aeroportul a fost tranzitat în 2022 de 2.666 de pasageri.
Situat la o altitudine de 151 m, aeroportul dispune de 1 pistă. Este operat de Aeropuertos y Servicios Auxiliares⁠(d).

## Infrastructură

### Piste
Aeroportul dispune de o singură pistă. Pista are orientarea 08/26. 